# Decorated Style

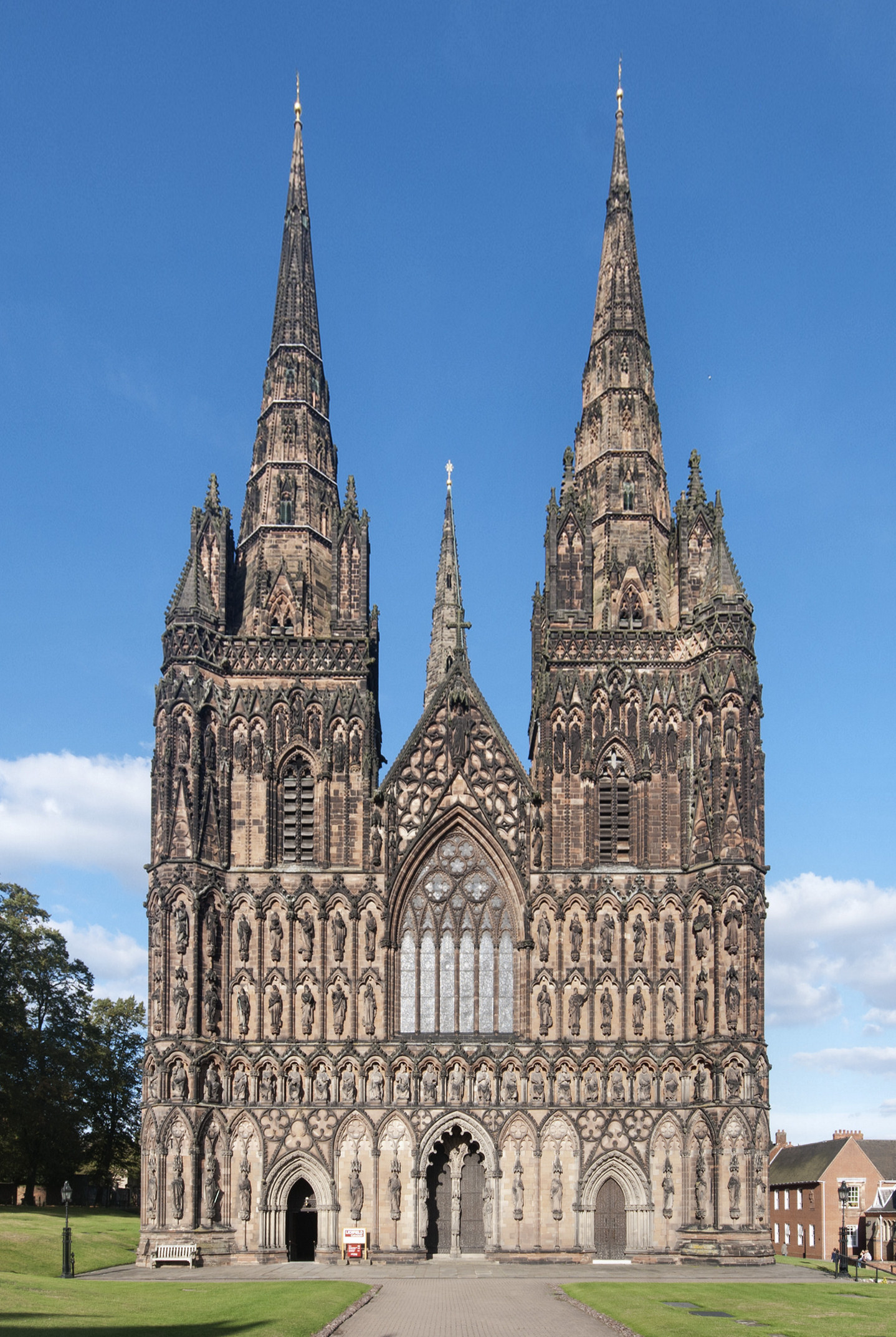
Fasada katedry w Lichfield

Decorated Style – dojrzała faza gotyku angielskiego, według klasyfikacji Thomasa Rickmana. Najłatwiej fazy stylowe gotyku angielskiego można rozróżnić po maswerkach okien. Decorated Style charakteryzują maswerki krzywolinijne: falisty, strzelisty i siatkowy.